# セコ
セコとは、2,3歳ぐらいの子供の妖怪で、河童が山に登ったものとされる。鹿児島県以外の九州地方と島根県隠岐郡に伝わっている。

## 概要
外観は一般には、頭を芥子坊主にした子供のようだとも、猫のような動物とも、姿が見えないともいう。島根の隠岐諸島では1歳ほどの赤ん坊のような姿で、一本足とも言われる。古書『観恵交話』では、一つ目で体毛がないが、それ以外は人間そっくりとされる。但し民間伝承上においては、セコが一つ目という伝承は見受けられない。
妖怪漫画家・水木しげるによる妖怪画では、一つ目と二つ目のものが存在する。夜中に、山を歩いていると、楽しそうな声や音が聞こえるのは、このセコによるものとされる。夜は木の周りで踊っている。
人に対して様々な悪戯を働くと言われる。島根県では石を割る音や岩を転がす音をたてる。宮崎県では山中で山鳴りや木の倒れる音をさせたり、山小屋を揺すったりする。大分県では山道を歩く人の手や足をつかんでからかう、牛馬に憑く、人をだまして道に迷わせる、怪我を負わせる、人が山に入るときに懐に焼き餅を入れていると、それを欲しがるなどといわれる。前述の『観恵交話』では20～30人ほどで連れ立ち、大工の墨壺を欲しがるという。基本的にこちらから手を出さない限り直接的な害はないが、悪戯を受けた際は鉄砲を鳴らす、経を読む、「今夜は俺が悪かった」などと言い訳をするなどの方法が良いとされる。セコはイワシが嫌いなため「イワシをやるぞ」と言うのも効果があるといわれる。
山と川を移動するとき「ヒョウヒョウ」「キチキチ」「ホイホイ」などと鳴く。この「ホイホイ」は、狩猟で獲物を刈り出す勢子（せこ）の掛け声「ほーい ほーい」を真似ており、セコの名はこの勢子が由来とされる。大分では日和の変わり目に群れをなして「カッカ」と鳴きながら山を登るといい、セコが通る道に家を建てると、家の中には入ってこないがその家が揺すられたり、石を投げつけられたりするといわれる。
熊本県では、セコは老人のような声から子供のような声まで出し、木こりはその声によってセコの機嫌を知るという。
また、セコがオメク（叫ぶ）と縁起が良いとされ、そのオメク声は、人間より短く「オイ、オイ」であり人前ではオメかないという。また、そのセコがオメいた山で炭焼きすると、金がもうかると言われている。

## 各地の伝承

### 熊本県球磨郡多良木町
- 夏の間は川に住み、冬の間は山で暮らすとされ、ちょうど春秋の彼岸に、山から川、川から山に住処を変えるという。冬の川の水が澄み、夏の川の水が濁って汚いのは、そのためだとする伝承がある[9]。
- 目撃者によれば、その姿はちょうどビール瓶を逆さにしたようだったという[9]。
- 蜂の子が大好物であり、人間が蜂の巣を持って帰ろうとすると、いつの間にかその人を尾行してくる。その時、セコがうっかりして姿を隠すことを忘れているときなどはその姿を見ることができるという。人を尾行するとはいえ、特にいたずらをしたり悪行を働いたりはしない[9]。
- 何気なく尾根を歩いていて気が付くとひょっこり前を歩いていたりする[9]。
- 「ホーウ、ホーウ」というような鳴き声や悲鳴のような声を発する。それを人間が真似すると鳴き声は次第にエスカレートし、人間とセコの間でどちらの声が大きいか勝敗がつくまで交互に鳴き続けなければならなくなる。もしも人間が負ければ、その人にセコが乗り移り、その人は狂人のようになるという。これを避けるには、どうしても負けそうになったならば、「お前はいくつ（何度）鳴いたか？　俺は三才になる牛の毛の数ほど鳴いたぞ。」と言えば、セコは物の数え方が分からないため、降参して逃げるという[9]。

### その他の地域
島根県隠岐諸島では、セコはカワコ（河童）が秋の彼岸に山に入ったものとされる。「ヨイヨイ」「ホイホイ」「ショイショイ」などと鳴き、イタチのように身が軽いので、こちらで鳴き声が聞こえたかと思えば、すぐに別のほうからも鳴き声が聞こえる。足跡は1歳ほどの赤ん坊のものに似ている。また、セコは年老いた河童のことで、川や溝を一本足で歩くともいわれる。
宮崎県米良地方ではカリコボーズとも呼ばれており、西米良村で1996年度に「ホイホイくん」の名でイメージキャラクターに決定している。